# Jeff Jarrett
Jeffrey "Jeff" Leonard Jarrett (14 de julio de 1967) es un luchador profesional estadounidense. Actualmente trabaja para AEW. Es conocido por su trabajo para World Wrestling Federation (WWF)/WWE. Además de la lucha, también se le es conocido por su trabajo como empresario al ser fundador y trabajador durante 11 años de la empresa Total Nonstop Action Wrestling (TNA). También tuvo un paso destacado por las empresas World Championship Wrestling (WCW) y Lucha Libre AAA Worldwide (AAA). Jarrett es hijo del promotor Jerry Jarrett, con quien fundó la TNA. En 2014 tras su salida de TNA fundó Global Force Wrestling.
A lo largo de su carrera Jarrett ha sido doce veces campeón mundial al haber sido, cuatro veces Campeón Mundial de la WCW, seis veces Campeón Mundial de los Pesos Pesados de la NWA y dos veces Megacampeón Unificado de Peso Completo de la AAA. También ha sido el Rey de Reyes de la Asistencia, Asesoría y Administración en 2004 y fue seis veces Campeón Intercontinental de la WWE.

## Carrera

### Inicios
Desde muy joven Jarrett estaba involucrado en el mundo de la lucha libre profesional, trabajó en la promoción de su padre, la Continental Wrestling Association (CWA) y entrenaba con él y Tojo Yamamoto. Jarrett debutó como luchador el 19 de abril de 1986 cuando el jobber Tony Falk quiso romper su racha de derrotas desafiando a Jarrett, por aquel entonces árbitro. Jarrett aceptó el desafió, que acabó en empate tras diez minutos de lucha. Jarrett es un luchador de tercera generación, ya que su padre lo fue también, así como su abuelo materno, Eddie Marlin, mientras que su abuela materna, Christine, era empleada de una promoción.
En 1989 su padre compra la promoción texana World Class Championship Wrestling (WCCW) y la une a la CWA para formar la United States Wrestling Association (USWA). En los años siguientes, Jarrett ganaría el Campeón Sureño de los Pesos Pesados de la USWA en 10 ocasiones y el Campeonato por Parejas de la SWA en otras quince.
Jarrett también compitió durante siete años en el circuito independiente, apareciendo en Japón y Puerto Rico. En 1993 fue contratado por la World Wrestling Federation.

### World Wrestling Federation (1994-1996)

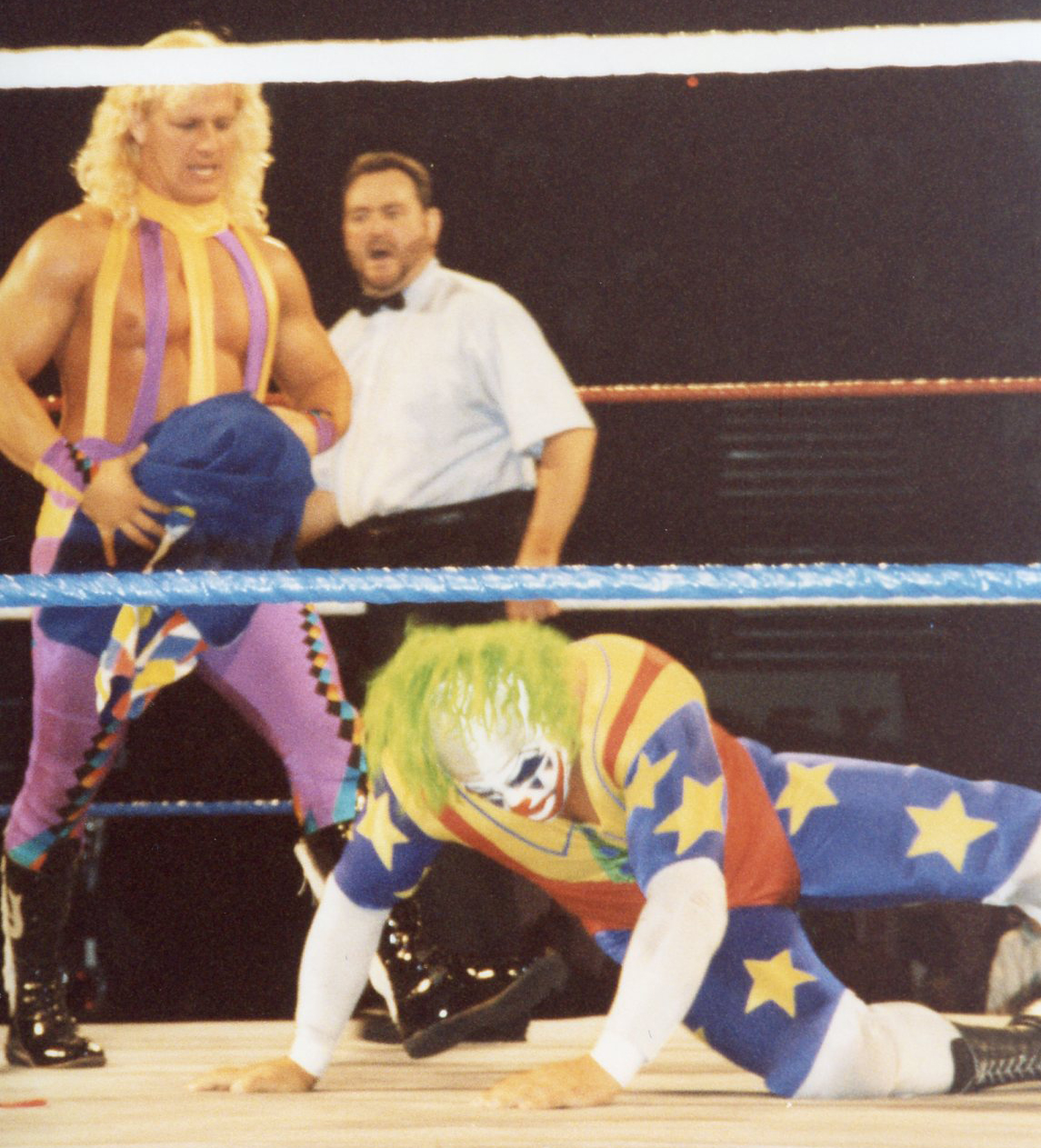
Jarrett atacando a Doink the Clown en 1994.

Jarrett debutó en la WWF con el gimmick de "Double J" Jeff Jarrett, un cantante de música country que intentaba mejorar su carrera musical exhibiéndose como luchador, entrando en el ring llevando sombreros con una "Doble J" brillante y traje de lucha normal y recalcaba en sus promos la frase "ain't I great?". Además, acababa sus entrevistas yéndose mientras deletreaba su nombre ("That's J-E-Double-F, J-A Double-R, E Double-T!").
Jarrett hizo su debut en el pay-per-view Royal Rumble 1994 en enero de 1994. Además, fue uno de los luchadores que ayudaron a Yokozuna a derrotar a Undertaker en un Combate de Ataúdes. También iba participar en una pelea por equipos de 10 luchadores en WrestleMania X, pero el combate no se llevó a cabo por el poco tiempo que duraba el PPV. Luego, peleó en el King of the Ring, logró derrotar a Lex Luger en un combate televisado, pasando a los cuartos de final, perdiendo ante 1-2-3 Kid en el PPV. Luego lucharía en SummerSlam contra Mabel, derrotándole después de fallar una "leg drop". Tras esto tuvo un feudo con Razor Ramon, peleando en Survivor Series junto a Shawn Michaels, Diesel, Owen Hart y Jim Neidhart contra Razor Ramon, The 1-2-3 Kid, The British Bulldog, Fatu y Sionne, perdiendo su equipo después de que él y los demás miembros intentaran ayudar a Michaels, que estaba siendo atacado por Diesel fuera del ring, perdiendo por cuenta de 10.
A principios de 1995, se unió a The Roadie. En la Royal Rumble, acabó su feudo con Razor cuando le derrotó y ganó su Campeonato Intercontinental de la WWF y lo defendió con éxito en WrestleMania XI. Luego lo defendería de manera polémica frente a Bob Holly, por lo que el campeonato le fue retirado y luchó la siguiente semana contra Holly para reclamarlo, ganándole y consiguiendo su segundo reinado.
En WWF In Your House Razor le derrotó a él y a The Roadie en una pelea en desventaja y cinco días más tarde perdería su campeonato ante Ramon, pero lo recuperó tres días después. En In Your House 2: The Lumberjacks el 23 de julio de 1995, Jarrett y Sawyer Brown crearon la canción "With My Baby Tonight". Jarrett dejó la WWF durante unos meses y se fue a la United States Wrestling Association. Volvió a la WWF más tarde en 1995, teniendo un feudo con Ahmed Johnson. Jarrett perdió ante Johnson por descalificación en la 1996 Royal Rumble y dejó de nuevo la WWF por un corto período de tiempo por disputas con el contrato. Tras ese año, The Roadie reveló que él había hecho playback cantando "With My Baby Tonight".

### World Championship Wrestling (1996-1997)
En octubre de 1996, Jarrett fue contratado por la World Championship Wrestling, firmando un contrato por un año. En su debut en la WCW, Jarrett se convirtió en un free agent en la rivalidad entre Four Horsemen y el nWo. Tras derrotar a Chris Benoit en Starrcade 1996, seguido por Sid Vicious, Jarrett fue introducido en The Four Horsemen. El 9 de junio de 1997, Jarrett derrotó a Dean Malenko, ganando el Campeonato de los Estados Unidos de la WCW.
A mediados de 1997, Jarrett dejó The Four Horsemen y empezó un feudo con el miembro de Four Horsemen, Steve McMichael. Despistado por la exesposa de McMichaels, Debra McMichael, Jarrett perdió su campeonato ante McMichaels el 21 de agosto. En octubre, su contrato expiró y optó por volver a la WWF.

### World Wrestling Federation (1997-1999)

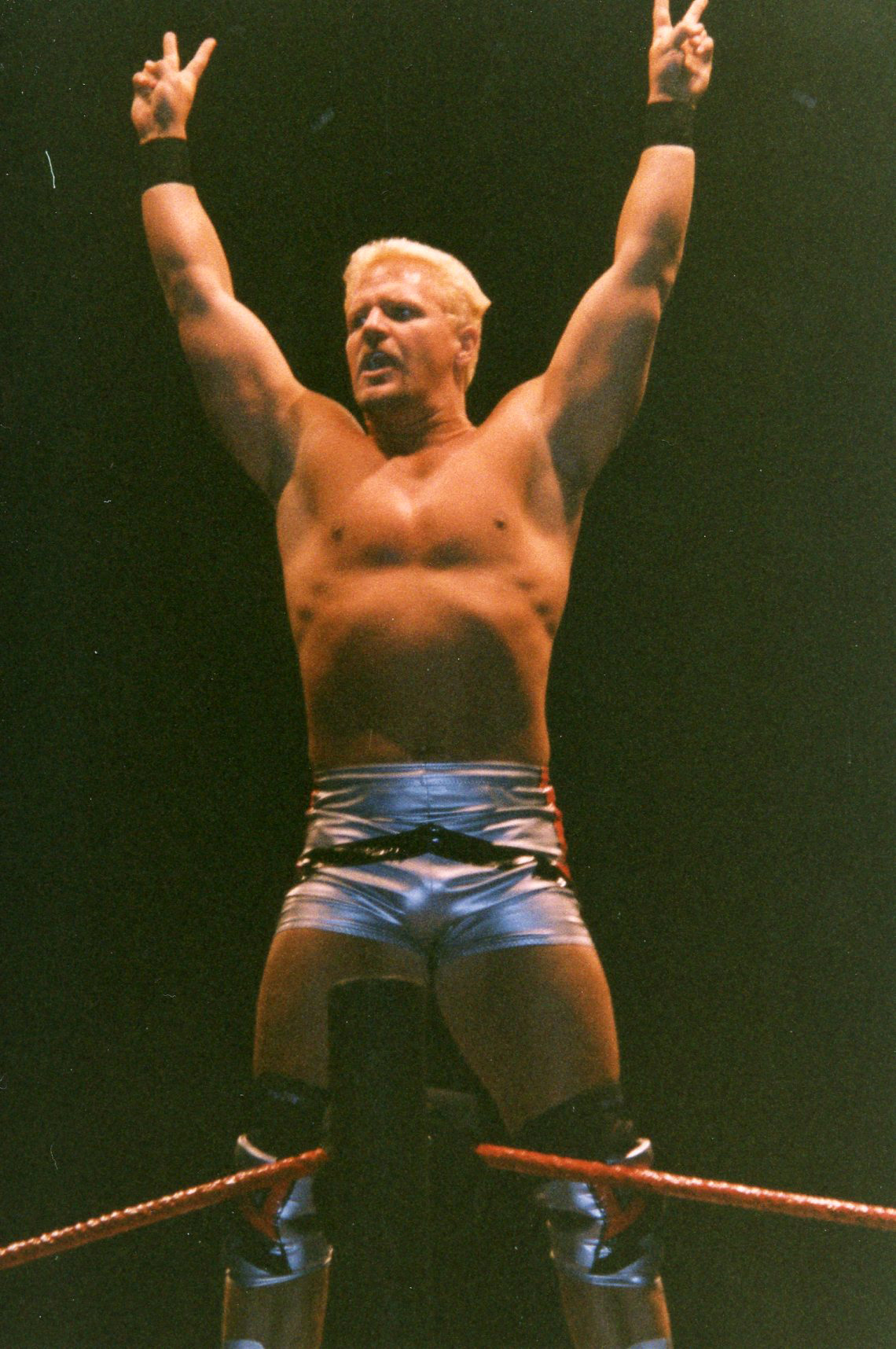
Jarrett en un evento de la WWF en 1999.

Jarrett volvió a la World Wrestling Federation el 20 de octubre de 1997 en un episodio de Monday Night Raw, en el cual criticó al presidente de la WCW Eric Bischoff y a Vince McMahon. Tras acabar un breve feudo con The Undertaker, Jarrett derrotó a Barry Windham, ganando el vacante NWA North American Heavyweight Championship. Cerca de 1998, Jarrett unió fuerzas con Jim Cornette y su stable de luchadores invasores de la National Wrestling Alliance y empezó a defender su título en la WWF television. En marzo, Jarrett dejó el stable de Cornette y Cornette le quitó el título.
Jarrett dejó su gimnick de cantante de música country, e introdujo a Tennessee Lee como su mánager y al equipo Southern Justice como su guardaespaldas. Retomó su hábito rompiendo una guitarra acústica en las cabezas de sus oponentes. En Unforgiven, Jarrett cantó una vez más con Sawyer Brown. En agosto, Jarrett abandonó su personaje y dejó a Lee solo. Él y la Southern Justice empezaron un feudo con D-Generation X, con Jarrett perdiendo ante X-Pac en una pelea Cabellera vs. Cabellera en SummerSlam. El pelo de Jarrett fue cortado por DX y por el anunciador del ring Howard Finkel, quien había tenido un encuentro con ellos poco antes de SummerSlam. Jarrett y Southern Justice fueron derrotados por DX en Breakdown en septiembre y el trío se separó poco después.
Jarrett tuvo un breve feudo con Al Snow antes de reunirse con Debra McMichael, quien había firmado por la WWF y volvió de la WCW, formando un equipo con Owen Hart. Jarrett y Hart ganaron el Campeonato por Parejas de la WWF tras vencer a Ken Shamrock y Big Boss Man.
Defenderon sus títulos con éxito en WrestleMania XV, pero perdieron ante Kane y X-Pac. Ocho días después, murió Owen Hart tras fallarle las cuerdas que usaba para bajar al ring en Over the Edge 1999. Jarrett derrotó a The Godfather usando el sharpshooter de Owen Hart. A mediados de 1999, Jarrett ganó el Campeonato Intercontinental de la WWF a The Godfather, perdiéndolo ante Edge y recuperándolo, acabando por perderlo ante D'Lo Brown.
Tras esto, Jarrett ganó el Campeonato Europeo de la WWF y peleó en SummerSlam contra D'Lo Brown donde ambos campeonatos estaban en juego. Brown perdió su título después de que Mark Henry y Debra le traicionaran, convirtiendo a Jarrett en el segundo Campeón Euro-Continental. En el siguiente episodio de RAW, Jarrett premió a Debra dándole un asistente, Miss Kitty y a Henry regalándole el Campeonato Europeo.
A finales de 1999, Jarrett se enfeudó con Chyna por el Campeonato Intercontinental. En el curso del feudo, Jarrett se convirtió en un misógino, siendo atacado por muchas mujeres, incluyendo a las actriz Cindy Margolis. Jarrett abandonó a Debra, yéndose con Miss Kitty después de que Debra perdiera ante Stephanie McMahon y Test en una pelea por parejas mixtas. Después traicionó a Miss Kitty después de que ella perdiera una pelea, peleando en vez de Jarrett.
Jarrett abandonó la WWF en octubre de 1999, una semana después de que Vince Russo le ordenara unirse a la WCW. Debido a un descuido de por el entonces presidente ejecutivo de WWF Vince McMahon, el contrato expiró el 16 de octubre de 1999, un día antes de su previsto encuentro con Chyna en No Mercy. Jarrett, no obstante, luchó en No Mercy  por el Campeonato Intercontinental de Chyna. Chyna más tarde afirmó que Jarrett y Russo habían coludido con el fin de retrasar la defensa del título hasta después de que el contrato de Jarrett hubiese expirado y que posteriormente Jarrett chantajeó a Vince McMahon por poco menos de $250.000 dólares para luchar sin contrato. 

### World Championship Wrestling (1999-2001)
Jarrett volvió a la WCW el 18 de octubre en un episodio WCW Monday Nitro, atacando a Buff Bagwell y proclamándose él mismo el "Chosen One" («el elegido») de la WCW. Jarrett tomó parte en un torneo por el vacante Campeonato de la WCW, ganando las tres primeras peleas con la asistencia de Creative Control. En Mayhem, fue eliminado del torneo después de perder en las semifinales ante Chris Benoit siguiendo una interferencia de Dustin Rhodes. En Starrcade, Jarrett derrotó a Rhodes en una bunkhouse brawl y se enfrentó a Benoit por el Campeonato de los Estados Unidos de la WCW en un ladder match. En el siguiente episodio de Monday Nitro, derrotó a Benoit en la revancha. En el mismo evento, reformó el New World Order con Bret Hart, Kevin Nash y Scott Hall, llamándose "nWo 2000".
Cerca del 2000, Jarrett se enfeudó con Terry Funk, quien le había forzado a luchar con George Steele, Tito Santana y Jimmy Snuka) en una misma noche. Jarrett perdió su Campeonato de los Estados Unidos de la WCW después de sufrir una contusión durante su pelea contra Snuka, pero lo recuperó cuando Kevin Nash se volvió WCW Commissioner y se lo dio. Para ayudarle a retener el título, introdujo a los Harris Brothers en el nWo 2000. En los siguientes meses, Jarrett repetidamente retó a Sid Vicious por el campeonato mundial de los pesos pesados de la WCW llevándose entonces en un enfrentamiento frente a Nash la posición de WCW Commissioner. Después del retiro de Bret Hart, el New World Order quedó disuelta.
En abril, la WCW fue reabierta por Eric Bischoff y Vince Russo, con todos los títulos quedando vacantes como resultado. Bischoff y Russo también crearon la New Blood, un stable de jóvenes luchadores que se enfeudaron con the Millionaires Club, hecho con los antiguos miembros del roster de la WCW. Jarrett se unió a New Blood y en Spring Stampede, el 16 de abril, derrotó al miembro de Millionaires Club Diamond Dallas Page ganando el vacante campeonato mundial de los pesos pesados de la WCW. Page retuvo el título hasta el 24 de abril y el 25 de abril, cuando el título fue puesto en juego en un enfrentemiendo por equipos entre Jarrett y Bischoff contra Page y David Arquette, en el que Arquette ganó el campeonato tras cubrir a Bischoff. En Slamboree el 7 de mayo, Jarrett derrotó a Page y Arquette en un Triple Threat Match en una Steel cage match, ganando su segundo campeonato mundial de los pesos pesados de la WCW.
En mayo, Jarrett ganó y perdió el World Championship en dos ocasiones, perdiendo ante Ric Flair ambas. Jeff tuvo un feudo con Nash y Hulk Hogan desde junio de 2000 y en Bash at the Beach, derrotó a Hogan con el título en juego. La pelea acabó con la victoria de Hogan, que comentó: "That's why this company is in the damn shape it's in - because of bullshit like this." Vince Russo fue al ring a deliverar en una entrevista en la cual acusó a Hogan de y gritó que Hogan había usado su control creativo negándose a perder ante Jeff. Tras esto, Jarrett tuvo que luchar contra Booker T por el WCW World Heavyweight Championship oficial esa noche. Booker T ganó la pelea y Hogan no apareció en la WCW más veces.
En los siguientes meses tuvo un breve feudo con Booker T, Mike Awesome, Sting, Buff Bagwell y Ric Flair. Más tarde, en el 2000, unió fuerzas con Harris Brothers ua vez más, derrotando a the Filthy Animals en Starrcade el 17 de diciembre. En el mismo evento, Jarrett se alió con el campeón Mundial Scott Steiner porque ayudó a Steiner a derrotar a Sid. En el 2001, Jarrett y Steiner fueron miembros de Magnificent Seven, un stable encabezado por Flair. Flair y Jarrett se enfeudaron con Dusty Rhodes y Dustin Rhodes hasta marzo, cuando la WCW fue comprada por la WWF. Su contrato no fue renovado por la WWF.

### World Wrestling All-Stars (2001-2003)
En 2001, Jarrett peleó en la World Wrestling All-Stars en Australia y Europa. Jarrett ganó el primer WWA World Heavyweight Championship, pero lo perdió más tarde. Jarrett volvió a la WWA durante su primer reinado como Campeón de NWA; derrotando a Sting por el título WWA World Heavyweight Championship el 25 de mayo de 2003, unificando ambos títulos.

### Total Nonstop Action Wrestling (2002-2011)

#### 2002-2007

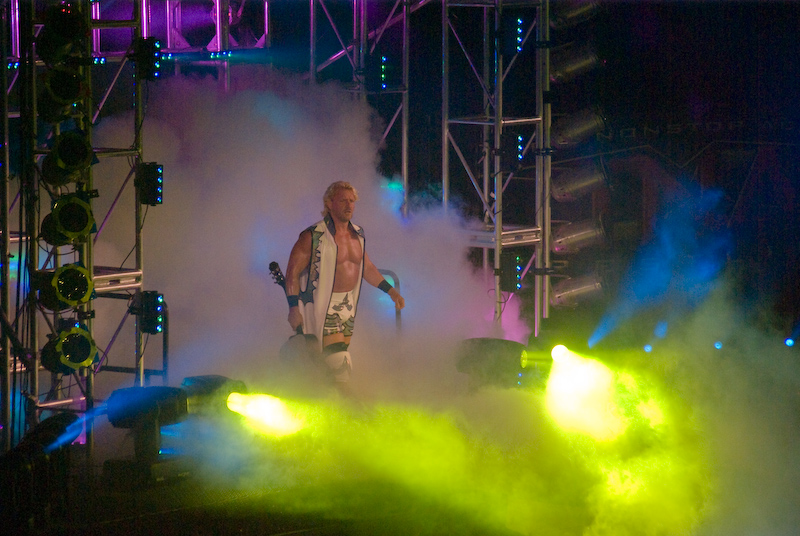
Jarrett tras su vuelta al ring en Bound for Glory IV.

En junio de 2002, Jarrett y su padre crearon una limited liability company, J Sports and Entertainment y abrieron una nueva promoción de wrestling, la Total Nonstop Action Wrestling (TNA). TNA emitió PPVs semanalmente hasta mayo de 2004, cuando la promoción negoció con Fox Sports Net y empezarpon a emitir TNA Impact!. En noviembre de 2004, TNA empezó a emitir PPVs mensualmente en vez de los semanales y en octubre de 2005 TNA Impact! se cambió a la Spike TV. Panda Energy adquirió gran parte de las acciones de TNA en 2002, por lo que Jarrett pasó a ser un accionista minoitario.
En el PPV inaugural de TNA el 19 de junio de 2002, Jarrett tomó parte en un Gauntlet for the Gold con el NWA World Heavyweight Championship en juego, pero fue eliminado por Toby Keith y Scott Hall. En los siguientes meses, Jarrett tuvo un feudo con Scott Hall, Brian Lawler y BG James. El 20 de noviembre de 2002, Jarrett derrotó a Ron Killings, ganando el NWA World Heavyweight Championship con la asistencia de Vince Russo. Tras rechazar una propuesta para unirse al equipo de Russo, Sports Entertainment Xtreme (SEX), Russo enfrentó a los miembros de su equipo, incluyendo al debutante Raven, contra Jarrett. La rivalidad continuó hasta febrero de 2003, cuando Russo perdió interés en SEX. Los siguientes meses, tuvo un feudo con los miembros del equipo, que empezó un feudo con Raven y The Gathering. El 11 de junio de 2003, Jarrett se enfrentó a Raven y A.J. Styles en un Triple Threat Match por el NWA World Heavyweight Championship. Después de que Raven fuera eliminado de la lucha, Styles cubrió a Jeff y ganó el título. Después de esto rompió una guitarra en la cabeza de Russo, que había vuelto.
Cerca del 2005, Jarrett formó un equipo conocido como Planet Jarrett con Monty Brown, The Outlaw y Rhino. Jarrett además usó la frase "Planet Jarrett" para referirse a la TNA, ya que en la vida real era un propietario de la promoción.
Jarrett ganó su cuarto NWA World Heavyweight Championship el 15 de septiembre de 2005, tras derrotar a Raven en Border City Wrestling. Perdió su título ante Rhino en Bound For Glory el 23 de octubre, pero lo recuperó el 3 de noviembre en un episodio de Impact!. El último reinado de fue hasta Against All Odds el 12 de febrero de 2006, cuando fue derrotado por Christian Cage. En los siguientes meses, Jarrett tuvo feudos con Sting, quien había dicho que Jeff era un cáncer en TNA. En el feudo, Scott Steiner debutó en la TNA como un aliado de Jeff.
En Slammiversary 2006 el 18 de junio, Jarrett ganó su sexto NWA World Heavyweight Championship en una pelea King of the Mountain cuando el árbitro Earl Hebner tiró abajo la escalera en la que estaban subiros Christian Cage y Sting a la vez. Retuvo su título en Hard Justice 2006 ante Sting tras traicionar Christian Cage a Sting, pegándole con una de las guitarras de Jaff. Después de una prueba en el polígrafo se probó que Jarrett había hecho trampas para ganar el título, el director de Autoridad Jim Cornette forzó a Jarrett a pelear contra Samoa Joe en una lumberjack match en No Surrender 2006, ganando Joe la pelea. En Bound for Glory 2006 el 22 de octubre, Sting derrotó a Jeff por el NWA World Heavyweight Championship después de que Jarrett fuera forzado a rendirse cuando Sting le aplicó su finisher, el Scorpion Death Lock. En el siguiente episodio de Impact!, Jarrett anunció que una entrevista pregravada que dejaría la TNA indefinidamente. Durante los siguientes 6 meses, Jarrett no apareció en TNA, ocupado en su rol como vicepresidente de la TNA. Jarrett volvió temporalmente el 12 de abril de 2007, aliándose con varios de sus enemigos para ayudar a Samoa Joe a derrotar a A.J. Styles. El 15 de abril de 2007 en Lockdown, Jarrett y el resto del Team Angle derrotó a la Team Cage en una Lethal Lockdown. Entonces entró en un feudo con Robert Roode cuando perdió una pelea en Sacrifice.

#### 2008-2009
Las semanas previas a No Surrender, empezaron a aparecer unas guitarras en manos de Samoa Joe y AJ Styles. La semana antes del PPV, Jarrett apareció de nuevo tras meses de retiro. En No Surrender, Jarrett interfirió en la pelea por el Campeonato Mundial de los Pesos Pesados de la TNA, atacando a Kurt Angle con una guitarra, dando la victoria a Samoa Joe. Finalmente en Bound for Glory IV, Jeff Jarrett derrotó a Kurt Angle, en una lucha donde Mick Foley hizo el conteo de 3. La semana siguiente anunció una pelea en Final Resolution entre Angle y Rhino, donde si Angle ganaba, accedía a pelear contra él en Genesis y si perdía, sería despedido, ganando Angle la pelea. En Genesis ambos se volvieron a enfrentar, acabando con la victoria de Angle y una vez acabó la pelea, Kurt le atacó con una silla, lesionándole. Semanas después volvió a la TNA, siendo el árbitro especial en la pelea entre Sting y Kurt Angle en Destination X, dándole la victoria a Sting.
En Lockdown, el Team Jarrett (Jarrett, Samoa Joe, A.J. Styles & Christopher Daniels) derrotó al Team Angle (Kurt Angle, Booker T, Scott Steiner & Kevin Nash) en un Lethal Lockdown match. Luego se enfeudó con el Campeón Mundial Peso Pesado de la TNA Mick Foley, anunciando en TNA iMPACT! que se enfrentaría a él, a Kurt Angle y a Sting en Sacrifice, apostando su puesto en TNA. En el evento, la lucha fue ganada por Sting tras cubrir a Angle después de un "Stroke" de Jarrett. Luego, en Slammiversary, tuvo otra oportunidad por el Campeonato Mundial Peso Pesado, pero la lucha fue ganada por Angle.
Tras esto, desapareció de la TNA hasta el 3 de diciembre, donde dijo por teléfono que no ayudaría a Foley retuviera el poder de TNA tras la llegada a la empresa de Hulk Hogan. Sin embargo el 10 de diciembre en iMPACT!, acordó con Foley que se ayudarían a enfrentarse a Hogan y a Dixie Carter.

#### 2010
El 4 de enero en el primer iMPACT! del año, Hogan realizó su debut en TNA y confrontó a Jarrett, diciéndole que tenía que ganarse su lugar en la empresa. A la semana siguiente Jarrett comenzó a mostrar signos de un cambio a Heel tras amenazar a Hogan con tomar acciones legales contra él, pero el 28 de enero en iMPACT cambió de opinión y decidió luchar por su lugar en la empresa. Sin embargo, el socio de Hogan, Eric Bischoff, comenzó a actuar en contra suya sin que Hogan se enterase, siendo puesto en varias luchas difíciles e inesperadas, como un Falls Count Anywhere Match sorpresa ante Sean Morley o un Handicap Match frente a Beer Money, Inc., además de humillarle de diversas formas, como haciéndole limpiar los baños o salir sin música de entrada o pirotecnia. Después de que el 22 de marzo Jarrett le rompiera en la cabeza una guitarra a Bischoff, declaró una lucha entre él y Foley en la cual, el perdedor sería despedido. La lucha, que fue arbitrada por los secuaces de Bischoff, Beer Money, Inc., fue ganada por Jarrett, por lo que Foley fue despedido de la compañía.
A causa del mal trato recibido, el 29 de marzo Hogan le dio a Jarrett una oportunidad por el Campeonato Mundial Peso Pesado de la TNA si derrotaba al campeón A.J. Styles, pero perdió la lucha después de que el mánager de Styles, Ric Flair, interfiriera en la lucha. Sin embargo, ese mismo día, Jarrett fue seleccionado por Abyss como un miembro del Team Hogan para Lockdown. En Lockdown el Team Hogan (Abyss, Jarrett, Rob Van Dam & Jeff Hardy) derrotó al Team Flair (Sting, Desmond Wolfe, Robert Roode & James Storm), cuando Bischoff cambió a Face y ayudó al Team Hogan. Sin embargo durante el evento, Jarrett fue atacado por Sting durante su entrada. Jarrett empezó un feudo con Sting, siendo derrotado por él en Sacrifice, ya que antes de la lucha fue atacado brutalmente por Sting. Sin embargo, en Slammiversary VIII, Jarrett regresó costándole a Sting su lucha por el Campeonato Mundial Peso Pesado de Rob Van Dam. Durante su feudo con Sting, empezó otro feudo con Kevin Nash debido a la nueva dirección de TNA. Ambos se unieron contra Jarrett, por lo que buscó ayuda en Samoa Joe. Ambos equipos se enfrentaron en No Surrender, donde derrotaron a Sting & Kevin Nash. Sin embargo, Nash & Sting encontraron un nuevo aliado, D'Angelo Dinero, enfrentándose en una lucha en desventaja en Bound for Glory. Durante la lucha, Jarrett cambió a Heel, abandonando a Joe y dejándole solo, haciendo que perdiera. Esa misma noche, se reveló junto a Jeff Hardy, Hulk Hogan y Eric Bischoff como miembro del grupo de They (posteriormente llamado Immortal), del cual hablaba Abyss.
El hecho de abandonar a Samoa Joe durante su lucha en Bound for Glory hizo que ambos empezaran un feudo que les llevó a luchar en Turning Point, ganando Jarrett, en una lucha en la que Jarrett usó las llaves de sumisión "Ankle Lock" y "Rear Naked Choke", de Kurt Angle y Samoa Joe respectivamente, declarándose un experto luchador de artes marciales mixtas y maestro de varias llaves de sumisión. A causa de esto, en Final Resolution se enfrentó a Joe en un Submisson Match, pero antes del combate, Gunner y Murphy atacaron el tobillo de Joe. Durante el combate, Jarrett le aplicó un "Ankle Lock" en ese tobillo, forzándole a rendirse.

#### 2011

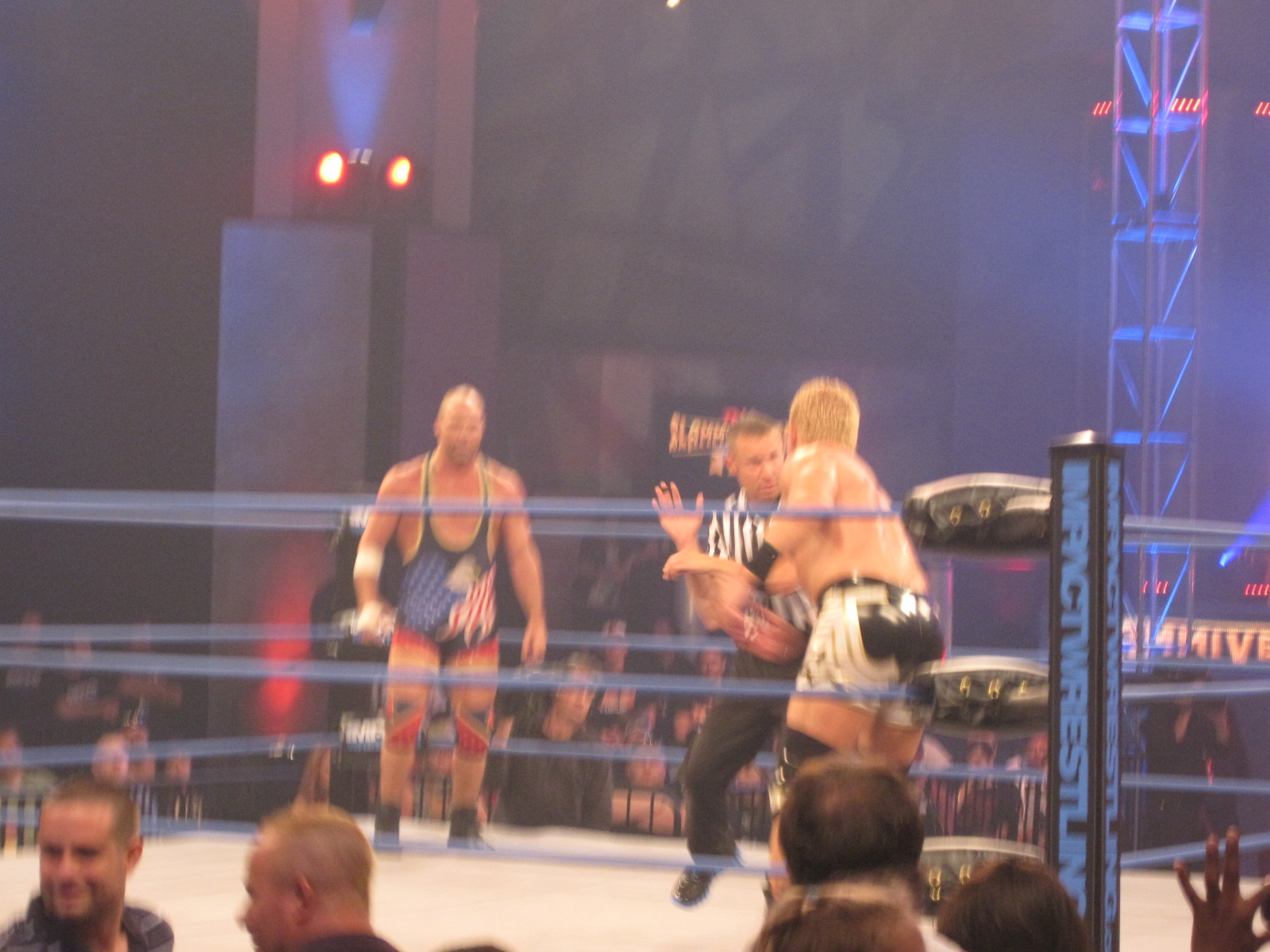
Jarrett y Kurt Angle en Slammiversary IX.

Jarrett empezó un feudo con Kurt Angle, ya que Jarrett durante el combate con Joe utilizó la llave de Angle, el "Ankle Lock" y además le ordenó a Angle que se retirase de la lucha libre, a lo que Angle se negó. Jarrett se enfrentó a Angle en una exhibición de artes marciales mixtas en Genesis, quedando sin resultado, ya que el árbitro paró la lucha debido a que Angle sangraba mucho. Tras esto, el feudo involucró a la exmujer de Kurt y mujer real de Jeff, Karen, quien dijo que la semana siguiente hablarían de su divorcio. La siguiente semana acordaron una lucha en Against All Odds entre él y Angle, donde si Jarrett ganaba, Angle les acompañaría a renovar sus votos de casados y si Angle ganaba, le darían la custodia de dos hijos. En el evento, Jarrett derrotó a Angle con un "Roll-Up".
El 3 de marzo en iMPACT!, Angle acompañó a los Jarrett a su renovación de los votos, pero tras la ceremonia, les intentó atacar con un hacha. Ante esto, la semana siguiente Jarrett recibió una disculpa de Kurt Angle y de regalo recibió una guitarra con la cual fue golpeado por Angle y amenazó con seguir golpeando hasta que acordaran enfrentarse en Lockdown, en un "Ultra Male Rules" Two out of Three Falls Steel Cage Match, a lo que Jarrett accedió. En Lockdown, Jarrett perdió la lucha a sumisión, pero ganó en las dos siguientes, derrotando a Angle luego que Karen acudiese en su ayuda. Luego continuó su feudo con Angle luego que este revelara que su amante era Chyna (Kayfabe) por lo que en Sacrifice, Jarrett & Karen se enfrentaron contra Chyna & Angle en un combate, ganando Angle & Chyna cuando ella forzó a Karen a rendirse con un "Ankle Lock". Jarrett y Angle acordaron una última batalla entre ambos donde estaría en juego la medalla de Angle y una oportunidad al Campeonato Mundial Peso Pesado de la TNA. En Slammiversary IX, Jarrett fue derrotado por Angle. El feudo terminó finalmente la semana siguiente en Impact Wrestling, donde Jarrett fue derrotado por Angle en un Parking Lot Brawl Match, y como resultado de la derrota, fue exiliado (Kayfabe) a México.
Jarrett regresó a TNA el 14 de julio en Impact Wrestling, exhibiendo el Megacampeonato Unificado de Peso Completo de la AAA que había ganado durante su estancia en México. En septiembre, Jarrett mantuvo un feudo con Kazarian, debido al maltrato que su esposa Karen le daba a su recién nombrada asistente Traci Brooks, esposa de Kazarian. En octubre, Jarrett empezó un feudo con Jeff Hardy, quien a principios de año había sido suspendido por luchar drogado en el main event de Victory Road, recriminándole su actitud y diciéndole que casi destruye TNA con su comportamiento. Debido a aquello, ambos se atacaron en Bound for Glory, siendo ambos separados por referees y la seguridad. En Turning Point, Jarrett se enfrentó tres veces a Hardy, pero las tres veces fue derrotado. Tras esto se pactó un Steel Cage Match entre ambos en Final Resolution, en donde el perdedor abandonaría TNA. En el evento, fue derrotado nuevamente por Hardy, siendo forzado a abandonar TNA junto a su esposa Karen (Kayfabe). Tras eso, su status en la empresa se mantuvo en el aire hasta que en 2011, en Destination X, apareció tras bastidores. Al poco de la salida de Bruce Pritchard, Jarrett fue nombrado Vicepresidente ejecutivo de desarrollo de programación. Durante los siguientes meses, empezó a ganar poder dentro de la empresa. Sin embargo, el 23 de febrero de 2011, anunció su salida de la empresa.

### Asistencia Asesoría y Administración (2011-2015)
Luego de su pelea con Angle en Slammiversary él lideró la invasión a AAA por lo que en Triplemanía XIX se enfrentó a El Zorro derrotándolo ganado Jarrett el Megacampeonato Unificado de Peso Completo de la AAA. Luego en Verano de Escándalo retuvo el campeonato derrotando a Dr. Wagner Jr. y a L.A. Park.
Finalmente el 18 de marzo de 2012 en el evento Rey de Reyes perdió el megacampeonato frente al Mesías debido a una intervención de L.A. Park. En el año 2013 gana el título de rey de reyes en un torneo al derrotar al mesias después siguió teniendo fuedos con Dr Wagner, El Hijo del Perro Aguayo, Alberto el Patrón entre otros muchos luchadores el 16 de enero de 2015 anunció su salida de la empresa

### Total Nonstop Action Wrestling (2015-2017)

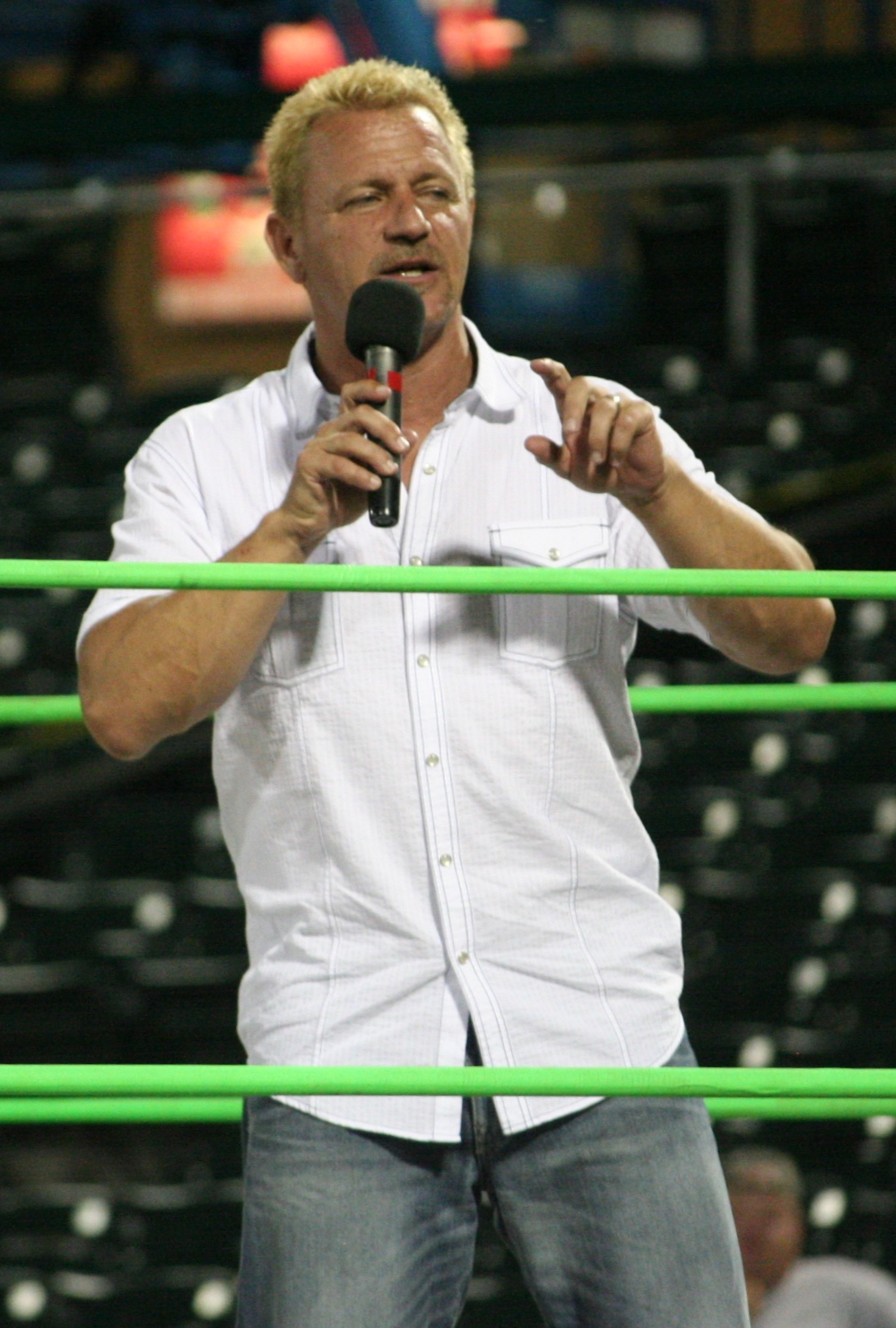
Jarret en un evento de Global Force Wrestling en 2015.

#### 2015
Jarrett regresó junto a su esposa Karen Jarrett en el 24 de junio en Impact Wrestling, anunciando que sería parte del King of the Mountain Match por el Campeonato King of the Mountain de TNA (anteriormente conocido como Campeonato de la Televisión de TNA) en Slammiversary. En dicho evento, Jarrett venció a Matt Hardy, Eric Young, Drew Galloway y a Bobby Roode, ganando el reactivado y rebautizado campeonato. Después del encuentro, Jarrett anunció que el título sería disputado tanto en TNA como en su empresa: Global Force Wrestling.
El 27 de julio en Impact Wrestling, Jarrett aceptó ser el nuevo Gerente general de TNA, por lo que dejó vacante el Campeonato King of the Mountain de TNA.

### WWE (2018, 2019-2021, 2022)
El 19 de febrero de 2018, la WWE anunció que Jarrett sería el tercer inducido al WWE Hall of Fame clase 2018.
Apareció como la entrada número 2 en el Royal Rumble 2019 siendo eliminado por Elias. Tiempo después se confirmó que trabajará tras bambalinas como creativo.
El 30 de julio de 2021, se informó que Jarrett se había marchado silenciosamente de la WWE en enero.
Jarrett hizo un regreso único a la WWE en el episodio del 21 de enero de 2022 de SmackDown, apareciendo en un segmento detrás del escenario con Rick Boogs y Shinsuke Nakamura. En mayo de 2022, se informó que Jarrett se había reincorporado a la WWE y se desempeñaba como vicepresidente senior de eventos en vivo de la promoción.

### Lucha Libre AAA Worldwide (2018-2019)
El 3 de junio de 2018, Jarrett hizo una regreso inesperada a AAA en Verano de Escándalo donde se desenmascaró como el nuevo líder del stable heel MAD y se unió en la lucha de Rey Wagner y Rey Mysterio Jr. en el evento principal por el Megacampeonato de AAA, por lo que es un combate se convirtió en un Triple Threat Match. Jarrett ganaría la lucha y se convertiría en el Megacampeón de AAA por segunda vez después de que Konnan regresó a AAA durante el combate como un impostor enmascarado La Parka con vestimenta de árbitro, revelando al descubrir después del partido que estaba asociado con MAD y ayudó a Jarrett en ganando el título contando el pinfall. El 13 de julio en Querétaro, Jarrett hizo equipo con El Hijo del Fantasma derrotando a Psycho Clown y a Pagano.
El 25 de agosto en Triplemanía XXVI, Jarret perdió el título ante Fénix en un Fatal 4-Way Match donde incluía a Brian Cage y a Rich Swann concluyendo su reinado de 83 días.

### All Elite Wrestling (2022-presente)
El 2 de noviembre de 2022, Jarret hizo su debut de manera sorpresiva en el programa Dynamite, atacando a Darby Allin y costándole la victoria con este acto. Jarrett continuaría declarando la guerra a toda el roster y la base de fanáticos de AEW. Posteriormente, Tony Khan anunció que Jarrett se desempeñaría como Director de Desarrollo Comercial de la empresa.

## Otras actividades
En un comunicado de prensa de diciembre de 2021 de Prospect League, Jarrett se encontraba entre varios miembros de un grupo propietario que compró Springfield Lucky Horseshoes, un equipo universitario de béisbol de la liga de verano con sede en Springfield, y lo nombró temporalmente Capital City Baseball.
En febrero de 2022, el grupo propietario anunció el nombre de Springfield Lucky Horseshoes después de recibir información. Desde el anuncio, Jarrett ha estado activo en el área de Springfield promocionando al equipo, que marcó su temporada número 14 en 2022 y la primera desde su cambio de marca.

## Vida personal
Jarrett se casó con su novia de la escuela secundaria, Jill Gregory, el 14 de noviembre de 1992. Ambos tuvieron tres hijas. Jill murió de cáncer de mama el 23 de mayo de 2007. En 2009, se informó que Jarrett estaba vinculado sentimentalmente con Karen Angle. Esto resultó en que la presidenta de TNA/Impact Wrestling, Dixie Carter, colocara a Jarrett en un permiso de ausencia. En 2009, Jarrett regresó a la empresa y utilizó brevemente la situación de la vida real como argumento. El 6 de abril de 2010, Jarrett y Karen anunciaron su compromiso; se casaron el 21 de agosto de 2010.
Jarrett y su padre Jerry se reconciliaron en 2015, después de años desde que tuvieron una pelea por el negocio en TNA.
El 25 de octubre de 2017, Jarrett ingresó a un centro de rehabilitación para pacientes hospitalizados. La rehabilitación fue organizada por Karen Jarrett y WWE. Días antes, el promotor de Real Canadian Wrestling, Steven Ewaschuk, había afirmado que Jarrett había llegado tarde a su evento y estaba intoxicado y luego continuó bebiendo hasta desmayarse en su vestuario antes de su partido. Jarrett pasó a luchar en el primero de sus dos combates programados, pero abordó un avión a casa antes del segundo evento.

## Campeonatos y logros
- American Wrestling Association
  - AWA Debutante del Año - 1986

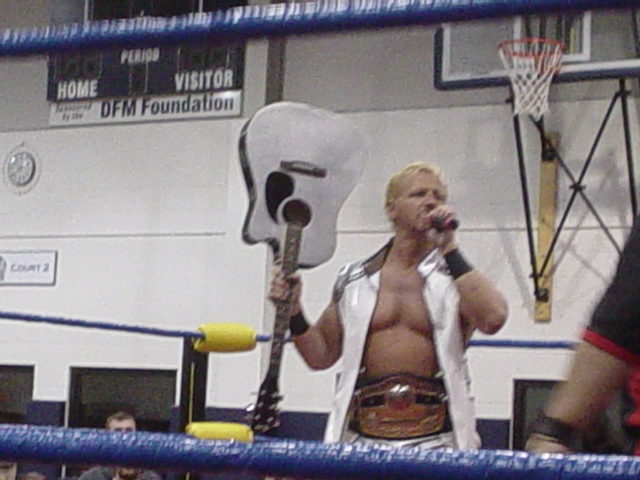
Jarret como Campeón Mundial Peso Pesado de la NWA en 2005.

- Asistencia Asesoría y Administración / Lucha Libre AAA Worldwide
  - Megacampeonato (Unificado de Peso Completo) de AAA (2 veces)
  - Rey de Reyes (2004)

- Continental Wrestling Association
  - AWA Southern Tag Team Championship (4 veces) - con Billy Travis (3) y Pat Tanaka (1)
  - CWA Heavyweight Championship (1 vez)
  - CWA International Tag Team Championship (2 veces) - con Pat Tanaka (1) y Paul Diamond (1)

- NWA Cyberspace
  - NWA Cyberspace Heavyweight Championship (1 vez)

- Total Nonstop Action Wrestling
  - NWA World Heavyweight Championship (6 veces)
  - TNA World Heavyweight Championship (1 vez)
  - King of the Mountain Championship (1 vez)
  - King of the Mountain (2004, 2006, 2015)
  - TNA Hall of Fame (Clase de 2015)
  - TNA Year End Awards (1 vez)
    - Memorable Moment of the Year (2003) Jeff Jarrett attacks Hulk Hogan in Japan

- United States Wrestling Association
  - USWA Unified World Heavyweight Championship (3 veces)
  - USWA Heavyweight Championship (1 vez)
  - USWA Southern Heavyweight Championship (9 veces)
  - USWA Tag Team Championship (15 veces) - con Matt Borne (2), Jeff Gaylord (2), Cody Michaels (1), Jerry Lawler (4), Robert Fuller (4) y Brian Christopher (2)

- World Championship Wrestling
  - WCW United States Heavyweight Championship (3 veces)
  - WCW World Heavyweight Championship (4 veces)[33][34][35][36]

- World Class Wrestling Association
  - WCWA Light Heavyweight Championship (1 vez)
  - WCWA Tag Team Championship (3 veces) - con Kerry Von Erich (1), Mil Máscaras (1) y Matt Borne (1)

- World Series Wrestling
  - WSW Heavyweight Championship (1 vez)

- World Wrestling All-Stars
  - WWA World Heavyweight Championship (2 veces)

- World Wrestling Federación / WWE
  - NWA North American Heavyweight Championship (1 vez)
  - WWF European Championship (1 vez)[37]
  - WWF Intercontinental Championship (6 veces)[38][39][40][41][42][43]
  - WWF World Tag Team Championship (1 vez) - con Owen Hart[44]
  - Hall of fame (2018)

- Pro Wrestling Illustrated
  - PWI Feudo del Año - 1992, con Jerry Lawler vs. The Moondogs (Spot y Cujo)[45]
  - PWI Luchador más Inspirador- 2007[46]
  - Situado en el Nº28 de los PWI 500 de 1991[47]
  - Situado en el Nº26 de los PWI 500 de 1992[48]
  - Situado en el Nº22 en los PWI 500 de 1993[49]
  - Situado en el Nº35 en los PWI 500 de 1994[50]
  - Situado en el Nº11 en los PWI 500 de 1995[51]
  - Situado en el Nº26 en los PWI 500 de 1996[52]
  - Situado en el Nº17 en los PWI 500 de 1997[53]
  - Situado en el Nº43 en los PWI 500 de 1998[54]
  - Situado en el Nº36 en los PWI 500 de 1999[55]
  - Situado en el Nº5 en los PWI 500 del 2000[56]
  - Situado en el Nº24 en los PWI 500 del 2001[57]
  - Situado en el Nº24 en los PWI 500 de 2002[58]
  - Situado en el Nº15 en los PWI 500 del 2003[59]
  - Situado en el Nº12 en los PWI 500 del 2004[60]
  - Situado en el Nº11 en los PWI 500 del 2005[61]
  - Situado en el Nº10 en los PWI 500 del 2006[62]
  - Situado en el Nº117 en los PWI 500 del 2007[63]
  - Situado en el Nº21 en los PWI 500 de 2009[64]
  - Situado en el Nº56 en los PWI 500 de 2010[65]
  - Situado en el Nº20 en los PWI 500 de 2011[66]
  - Situado en el Nº147 dentro de los mejores 500 luchadores de la historia-PWI Years 2003[67]
  - Situado en el Nº78 dentro de los 100 mejores equipos de la historia, con Jerry Lawler -PWI Years 2003[68]

- Wrestling Observer Newsletter
  - WON Feudo del año - 1992, con Jerry Lawler vs. The Moondogs
  - WON Luchador más sobrevalorado - 2005

### Lucha de Apuestas
| Ganador                   | Perdedor                  | Lugar                           | Evento                | Fecha                 | Notas |
| ------------------------- | ------------------------- | ------------------------------- | --------------------- | --------------------- | ----- |
| X-Pac (cabellera)         | Jeff Jarrett (cabellera)  | Nueva York, Nueva York          | SummerSlam            | 30 de agosto de 1998  |       |
| Sting (carrera)           | Jeff Jarrett (campeonato) | Municipio de Plymouth, Míchigan | Bound for Glory       | 22 de octubre de 2006 |       |
| Jeff Jarrett (carrera)    | Mick Foley (carrera)      | Orlando, Florida                | Impact!               | 22 de mayo de 2010    |       |
| Dr. Wagner Jr (cabellera) | Jeff Jarrett (cabellera)  | Puebla, Puebla                  | Héroes Inmortales XII | 28 de octubre de 2018 |       |